# Flagge von Arkansas

Flagge von Arkansas

Die Flagge von Arkansas ist eine Abwandlung der Flagge der Konföderierten Staaten von Amerika. Sie wurde von der Lehrerin Willie Kavanaugh Hocker (1862–1944) entworfen und 1912 angenommen. Sie war einer von 65 Vorschlägen. Die drei blauen Sterne unter dem Schriftzug ARKANSAS stehen für die Mächte, zu denen Arkansas gehört hatte bzw. gehört: Spanien, Frankreich und die USA (ab 1803). Der obere Stern symbolisiert die Konföderierten Staaten von Amerika, denen Arkansas am 6. Mai 1861 beitrat. Der Flaggengruß lautet: I salute the Arkansas Flag with its diamond and stars. We pledge our loyalty to thee. (Ich grüße die Flagge Arkansas mit ihrer Raute und ihren Sternen. Wir geloben ihr unsere Treue.)